# Джеймс Милс
Джеймс Милс (на английски: James Mills) е американски журналист, сценарист и писател на произведения трилър, криминален роман и документалистика.

## Биография и творчество
Джеймс Спенсър Милс III е роден на 20 март 1932 г. в Милуоки, Уисконсин, САЩ, в семейството на контраадмирал Ралф Ърскин Милс и Елизабет Стивънс. Има една сестра – Сара. Завършва през 1954 г. Принстънския университет. След дипломирането си работи като репортер за Юнайтед Прес Интернешънъл и списание „Лайф“, и за три американски търговски телевизионни мрежи като писател и консултант. Премества се в Париж през 60-те години и остава във Франция до смъртта си. През 1991 г. основава клон на двуезичната евангелска църква Cornerstone Fellowship във Валори, Франция, и става неин пастор.
Първият му роман „Паника в Нийдъл парк“ е издаден през 1966 г. Той е история за разпространението на хероина в района на площад „Верди“ и площад „Шърман“ в Горен Уест Сайд в Ню Йорк, близо до 72-ра улица и Бродуей. Романът става бестселър и през 1971 г. е екранизиран във филма „Паника в Нийдъл парк“ с участието на Ал Пачино и Кити Уин.
Следващият му роман, „Доклад до комисаря“ от 1972 г., който също третира темата за наркоразпространението и престъпленията породени от него, също става бестселър. През 1975 г. романът е екранизиран в едноименния филм, който бележи и дебюта на Ричард Гиър във второстепенна роля.
Романът му „Седмата власт“ от 1976 г. също е екранизиран във филма „Съдбоносна среща“. Историята му е за разследване от ФБР на терористична заплаха свързана със самоделно ядрено устройство.
Документалната му книга „Подземната империя“ от 1986 г. за разпространението на наркотици става бестселър, но впоследствие някои от твърденията в нея са оспорени от „Лос Анджелис Таймс“ и адвокат Бари Тарлоу, когото Милс обвинява в участие в трафик на наркотици, и стават предмет на загубено от автора съдебно дело.
Джеймс Милс умира на 4 декември 2011 г. в Сен Лоран дю Вар, Алп Маритим, Южна Франция.

## Произведения

### Самостоятелни романи
- The Panic in Needle Park (1966)[1][2][3]
- Report to the Commissioner (1972)
- One Just Man (1975)
- The Seventh Power (1976)
- The Truth About Peter Harley (1979)
- The Power (1990)
- Haywire (1995)
Извън контрол, изд. „Атика“ (1995), прев. Росица Неделчева
- The Hearing (1999)
Изслушването, изд. „Мойри“ (1999), прев.

### Документалистика
- The Prosecutor (1969)[1][2]
- On the Edge (1975)
- The Underground Empire (1986)

### Екранизации
- 1971 Паника в Нийдъл парк / Паника в Парка на дрогата, The Panic in Needle Park
- 1975 Доклад до комисаря, Report to the Commissioner – с Майкъл Мориарти, Яфет Кото и Хектор Елисондо
- 2002 Съдбоносна среща, Critical Assembly – по "The Seventh Power" – с Катрин Хайгъл